# Tālivaldis
Tālivaldis o Tālibalds (in latino Thalibaldus de Tolowa; ... – 1215) è stato un anziano letgallo e sovrano di Tālava. Lo si ricorda soprattutto per la sua partecipazione alla crociata livoniana, nel corso della quale sostenne Alberto di Riga e i tedeschi. Il suo appoggio gli costò la vita, in quanto i responsabili delle sue uccisioni furono i suoi autoctoni conterranei del Baltico.

## Biografia
La data di nascita di Tālivaldis resta sconosciuta. Menzionato per la prima volta nel 1208, si fa a lui riferimento con riguardo alle lotte contro i sakali e gli ugandi (abitanti di due contee dell'antica Estonia) come alleato dei duchi letgalli Rūsiņš e Varidots.
Quando Tālivaldis scelse di divenire un vassallo del vescovo Alberto di Riga, finì coinvolto nelle crociata livoniana in corso contro le tribù degli estoni al fianco dei crociati tedeschi. Nel 1211, gli estoni razziarono Tālava per vendetta all'appoggio letgallo ai crociati e saccheggiarono l'area nei dintorni di Trikāta, la regione natale di Tālivaldis situata nell'odierna Lettonia settentrionale.
Nel 1212, Tālivaldis, sempre in veste di vassallo di Alberto di Riga, non sostenne la rivolta di Autīne, una sommossa congiunta organizzata dai letgalli e dai livoni contro i crociati.
Nel 1213, i lituani invasero Tālava: dopo aver catturato Tālivaldis nel suo castello di Trikāta, decisero di portarlo in Lituania come prigioniero, ma questi riuscì a fuggire prima che ciò avvenisse.
Tālivaldis fu ucciso nel 1215 dagli invasori dell'Ugandia, i quali, stando a quanto riferisce la Cronaca di Enrico di Livonia, lo bruciarono vivo. Poco dopo, i figli di Tālivaldis, Rameka e Drivinalds, si spinsero con un'armata in Ugandia a titolo di vendetta e la saccheggiarono causando ingenti danni.

### Religione
Tālivaldis ricevette il battesimo secondo il rito ortodosso prima del 1208, divenendo dunque un vassallo della Repubblica di Pskov.
Quando iniziarono le crociate del Nord, Tālava cadde nelle sfere di influenza sia del vescovo Alberto di Riga che del Principato di Pskov, divenendo una terra assai ambita. A quel punto, Tālivaldis optò per sostenere Alberto, nella speranza che i tedeschi avrebbero aiutato i tālavi a resistere alla pressione che stavano patendo ad opera dei russi. Il vescovo Alberto e i crociati tedeschi non avevano però alcun interesse a preservare l'indipendenza di un'entità statale o parastatale lettone. Una volta che i tālavi e gli estoni furono coinvolti in una guerra di logoramento, Alberto colse infatti l'opportunità a suo vantaggio per estendere quanto accorpato dalla Terra Mariana. Dopo la morte di Tālivaldis, le sue terre furono divise tra i cavalieri portaspada, un ordine religioso cavalleresco, e l'arcidiocesi guidata da Alberto di Riga. I figli di Tālivaldis accettarono il passaggio dall'ortodossia greca al cattolicesimo romano e confermarono l'autorità che Alberto di Riga aveva sui possedimenti del loro defunto padre.